# Вільха (ракетний комплекс)
«Ві́льха» — українська реактивна система залпового вогню (РСЗВ) з коригованим боєприпасом калібру 300 мм. Розроблена на основі радянської реактивної системи залпового вогню 9К58 «Смерч». Прийнята на озброєння української армії у 2018 році.[⇨]
Над створенням комплексу працювало близько п'ятнадцяти підприємств українського оборонно-промислового комплексу. Насамперед це КБ «Луч» — головний виконавець проєкту за державним оборонним замовленням. Серед інших важливих учасників — Павлоградський хімічний завод, який розробив та виготовив нове сумішеве паливо для двигунів «Вільхи», підприємство «Артем», на устаткуванні якого виготовляють корпуси для ракет, «Оризон-Навігація», що спеціалізується на системах супутникової навігації, та інші.

## Історія
Вперше про проєкт «Вільха» президент України Петро Порошенко заявив 27 січня 2016 року на засіданні РНБО. Ракетний комплекс розроблявся спільними зусиллями фахівців конструкторських бюро «Південне» та «Луч».
Технічні параметри ракети «Вільха» станом на 2016 рік трималися в секреті. Під проєктом «Вільха» фігурує не тільки створення ракети, але й конструювання повноцінного ракетного комплексу. Завершення проєкту «Вільха» було заплановане на кінець 2016 — початок 2017 року. Висловлювалася думка, що комплекс «Вільха» перевершить за тактико-технічними характеристиками комплекс «Точка-У» та може стати його заміною.

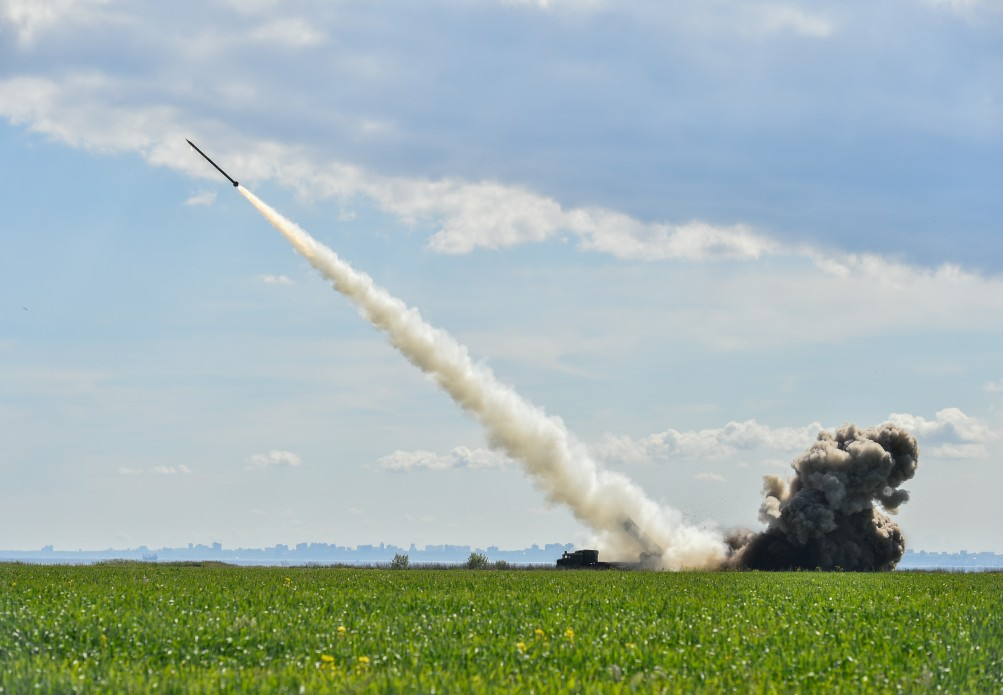
Випробування ракети, травень 2017.

22 березня 2016 року були проведені перші випробування ракети. На випробуваннях був присутній секретар РНБО України Олександр Турчинов.
26 серпня 2016 року пройшов черговий вдалий етап випробувань ракетного комплексу «Вільха» на базі реактивної системи залпового вогню «Смерч». Пуски відбулися на полігоні під Одесою. На той час було відомо, що РСЗВ «Вільха» матиме керований 300-мм ракетний боєприпас, який, залежно від завдань, може служити як системою ураження наземних цілей, так і засобом боротьби з водними цілями. Визначальною особливістю «Вільхи» є система наведення і можливість коригування траєкторії вже в польоті. При тому, корекція польоту відбуватиметься не за допомогою GPS, сигнали якої можуть бути придушені. Попри таємність інформації про тактико-технічні характеристики системи, у відкритих джерелах лунали офіційно не підтверджені заяви про підтверджену здатність вражати цілі на відстані 60—120 км (максимальна дальність ураження 9К58 «Смерч» — 90 км). Відхилення від цілі на максимальній дальності не перевищує 7 м.
Наступний етап випробувань відбувся у вересні 2016 року. Загалом було здійснено 14 успішних пусків нових ракет із РСЗВ «Смерч». У листопаді 2016 року відбувся черговий етап випробувань.
26 травня 2017 року, в присутності Президента України Петра Порошенка, відбулися чергові випробувальні пуски ракет на полігоні в Одеській області, неподалік села Тузли Татарбунарського району.
У листопаді 2017 року на заводі ДАХК «Артем» розпочався монтаж та налагодження лінії виробництва корпусів ракет для ракетного комплексу «Вільха». Була встановлена розкочувальна машина RFFM 330-138-300 з ЧПК турецької фірми Репкон (тур. Repkon). Ця машина спеціально призначена для виробництва високоточних деталей циліндричної порожнистої форми. Машина має можливість формувати ротаційно-симетричні порожнисті деталі з різною товщиною стінок.
22 грудня 2017 року відбулися пуски ракет на полігоні в Одеській області в рамках випробувань ракетного комплексу «Вільха». Під час випробувань була перевірена якість ракетних корпусів з надміцних сплавів, виготовлених на технологічному обладнанні, монтаж якого завершився у ДАХК «Артем». Секретар РНБО України Олександр Турчинов повідомив, що перевірялись також високоточна система наведення, уточнення балістичних характеристик, ефективність твердого ракетного палива та надійність враження цілі бойовою частиною ракети.
За словами секретаря РНБО України Олександра Турчинова, у березні 2018 року мали бути проведені державні випробування ракетного комплексу «Вільха» і після того розпочатися серійне виробництво ракет для потреб Збройних Сил України.

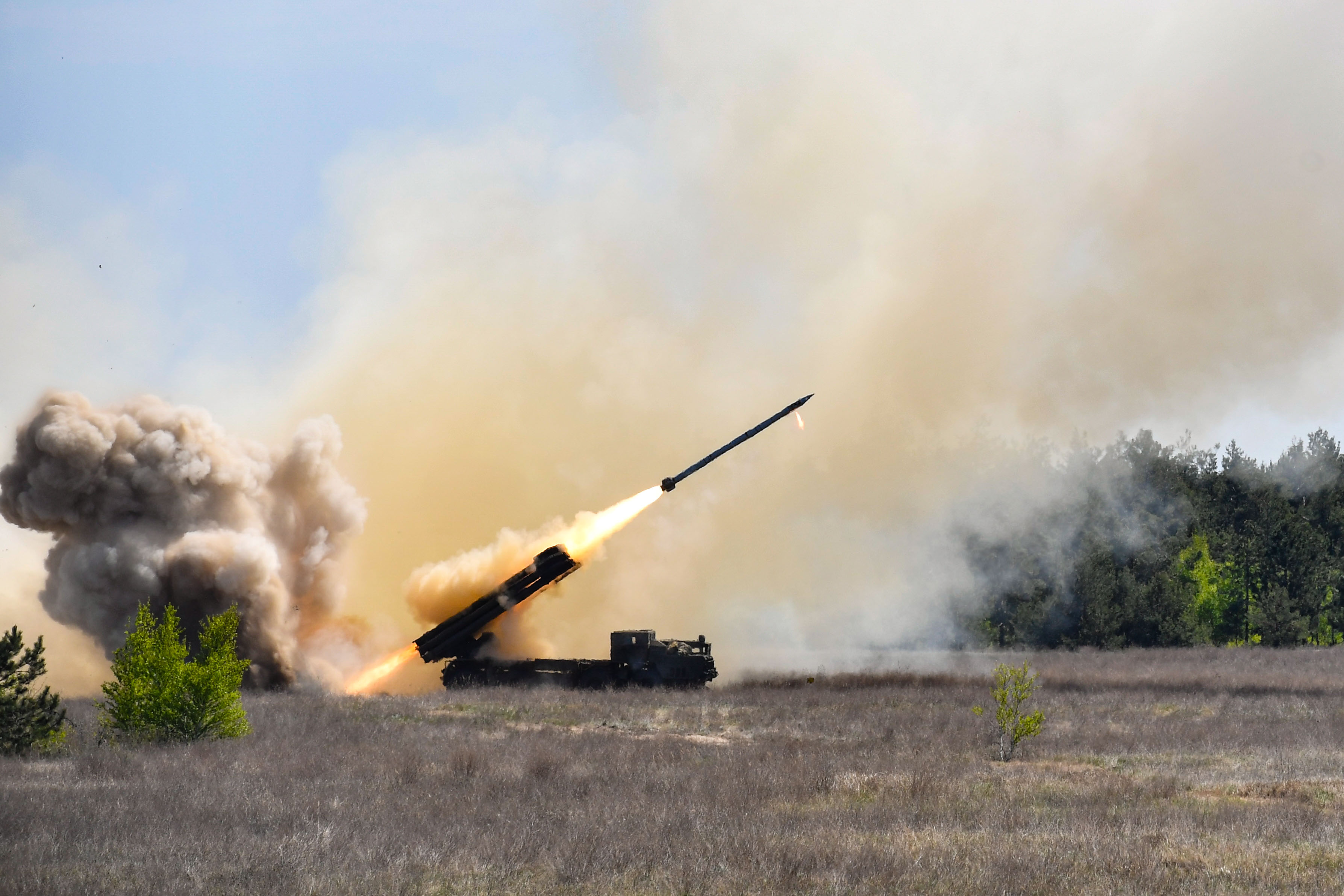
Заключні вогневі випробування, 25 квітня 2018.

Проте про завершення державних випробувань стало відомо 25 квітня 2018 року, після проведення низки успішних пусків на полігоні в Херсонській області.
24 серпня 2018 року установка взяла участь у параді до дня Незалежності України.

### Прийняття на озброєння
У жовтні 2018 року генеральний директор КБ «Луч» Олег Коростельов повідомив, що ракетний комплекс «Вільха» прийнято на озброєння Збройних Сил України та направлено в серійне виробництво — відповідний договір вже укладений. Надходження комплексу до українського війська очікувалося в середині 2019 року.
У грудні 2018 року Шепетівським ремонтним заводом було повідомлено про підготовку другого зразка «Вільхи». За словами генерального конструктора «Вільхи», вже замовлено близько 100 ракет. Перші пускові установки мали бути готові в першій половині 2019 року, а ракети — у другій половині 2019 року.

### Вільха-М
4 квітня 2019 року на полігоні на Одещині відбулися контрольні випробування модернізованої версії ракетного комплексу «Вільха-М», що стало завершальним етапом його створення. Новий ракетний комплекс має підвищену точність і більший радіус дії, зокрема ракети здатні точно вражати цілі на відстані близько 130 км. Секретар РНБО Олександр Турчинов заявив, що ракетний комплекс «Вільха-М» взято на озброєння Збройних Сил України і вже почато виробництво ракет.
23 травня 2019 року на Тарутинському військовому полігоні в Одеській області відбувся черговий етап випробувань українських ракет комплексу «Вільха». Відбулися пуски ракет підвищеної дальності «Вільха–М» та ракет з касетною бойовою частиною «Вільха-Р». Державні випробування комплексів «Вільха-М» та «Вільха-Р» заплановані на серпень-жовтень 2019 року.
24 липня 2019 року відбувся черговий етап заводських випробувань боєприпасів «Вільха-М», в ході якого було перевірено низку технічних та технологічних рішень. Пуски проводилась штатними розрахунками 107-ї реактивної артилерійської бригади, яка буде першою в Збройних Силах України озброєна новою системою. Випробування проходили за участі фахівців Державного науково-дослідного інституту випробувань, які використовували данську радарну систему MFTR-2100/40 для перевірки траєкторії польоту ракет.
30 серпня 2019 року на півдні Одеської області відбулися випробування модернізованих ракет реактивної системи залпового вогню «Вільха-М» зі збільшеною дальністю ураження.
У грудні 2019 року повідомлено, що комплекс «Вільха-М» здійснив 2 успішних запуски ракети на відстань понад 100 км, кругове відхилення по цілі становило менш як 30 метрів.
Впродовж 30—31 березня 2020 року на полігоні в Одеській області відбувся черговий етап випробувань з пусками ракети «Вільха-М».
Наступні випробування відбулись 25 квітня 2020 року на полігоні «Алібей», у рамках підготовки до проведення державних випробувань. Ракета вразила ціль на дальності приблизно 110 км із відхиленням у 15 метрів.
До кінця 2020 року планувалося продовжити випробування ракетного комплексу «Вільха-М», а вже з 2021 року «Укроборонпром» мав намір розпочати його серійне виробництво.
У жовтні 2021 року на полігоні «Алібей» відбувся черговий етап випробувань РСЗВ «Вільха-М». Модернізовані ракети калібру 300 мм вражають наземні цілі на відстані у понад сотню кілометрів. Роботу комплексу та результати стрільб за багатьма параметрами оцінюють спеціалісти державної приймальної комісії. На підставі зібраних даних вони відпрацюють пропозиції щодо прийняття цього зразка на озброєння у військах.
На виставці MSPO 2022 у вересні 2022 року в Польщі була представлена версія «Vilkha» на новому шасі з колісною формулою 8×8. Тут так само використані напрямні від БМ «Смерч», але з боків пакет напрямних прикритий листами броньованої сталі. Заявлена виробником максимальна відстань до цілі — 110 км, а кількість реактивних снарядів в пакеті — від 8 до 12 одиниць.
28 лютого 2023 перший заступник голови Національної асоціації оборонно-промислового комплексу України Іван Вінник заявив про налагодження виробництва високоточних ракет «Вільха». Виробники також планують модифікувати «Вільху-М», щоб збільшити її радіус дії до 150 км.

## Конструкція

### Ракета

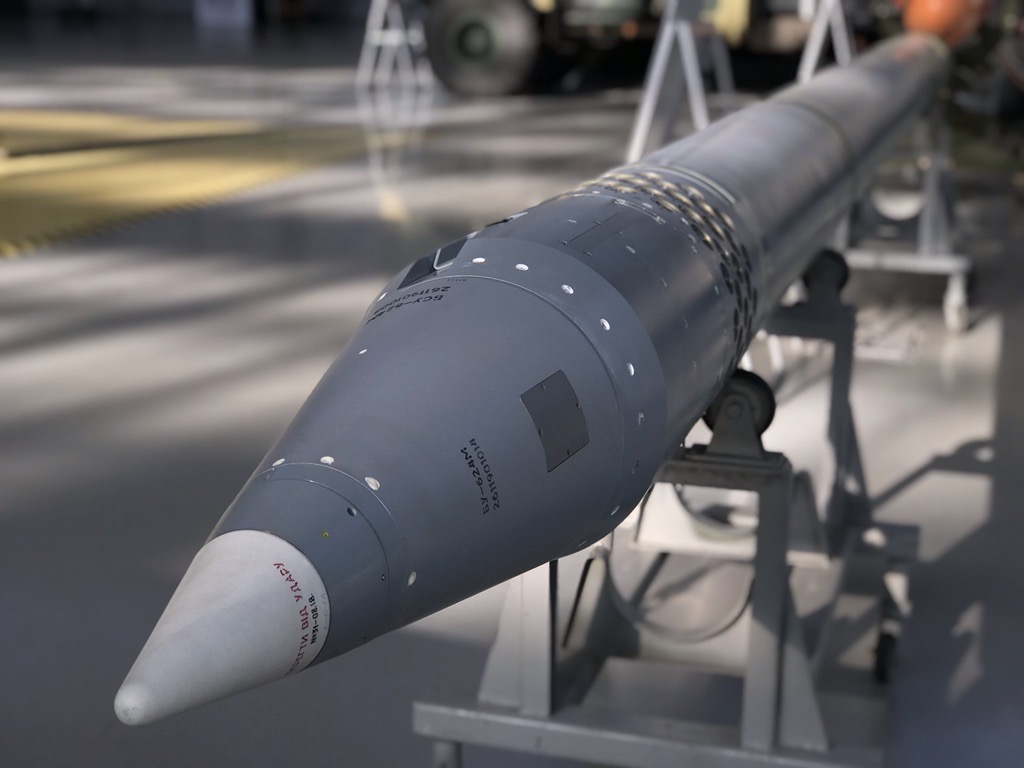
РС «Вільха-М»

За словами Юрія Бірюкова кожна пускова установка має 12 ракет, кожна ракета несе бойову частину вагою до 250 кг та наводиться на ціль окремо від решти. Вага самої ракети — 900—1000 кг.
За даними військового експерта Сергія Згурця маса ракети буде в межах 800 кг, маса двигуна — в межах 500 кг, система управління — в межах 70 кг. Швидкість ракети на кінцевій ділянці траєкторії — в межах 3,4 М. Вага бойової частини — близько 250 кг. Існуватиме версія ракети для ураження цілей на відстані в 120 км, але маса бойової частини в неї буде зменшена до 170 кг, а маса двигуна відповідно збільшиться. При цьому ракета досягатиме в апогеї висоти 30—40 км.
У стандартній конфігурації діаметр розведення 12 ракет, що запущені у залпі на одному прицільному куті установки становить приблизно 1,5 км.
На тестових пусках в травні 2017 року випущені з полігону в Одеській області ракети влучили у ціль на полігоні в Херсонській області з відхиленням не більше ніж 15 м.
Компоненти для виробництва «Вільхи» — вітчизняні, з новою системою управління, новим ракетним паливом, новою бойовою частиною. Однією з особливостей є система управління ракетою. Вона передбачає корекцію польоту ракети імпульсними двигунами. Ракета має корпус двигуна, сопловий блок, стабілізатори, бойову частину, запобіжно-виконавчий механізм, систему наведення, систему прийняття сигналів супутникової навігації, газове управління, підривачі виробництва українських підприємств.
Після пуску ракета вилітає з напрямної зі швидкістю близько 30 метрів на секунду, і цього замало, аби керувати нею за допомогою аеродинаміки. Тому після виходу з напрямної ракета стабілізується увімкненням невеликих одноразових реактивних двигунів. Таких імпульсних двигунів 90. Вони зовні розташовані навколо блоку управління у декілька рядів. Всі вони спрацьовують за декілька секунд.
Середня частина траєкторії ракети некерована.
На третій, завершальній частині польоту, коли ракета починає знижуватися, у передній частині ракети розкриваються аеродинамічні стерна. Система управління інтегрує сигнали від глобальної системи навігації та власної інерціальної системи і формує команди на стерна. Управління відбувається за стандартним методом паралельно-пропорційного наближення. Ракета керується до влучення у ціль.
Залп пакетом з 12 ракет відбувається за 48 секунд. Вихід із зони пуску — за 3—4 хвилини.

### Бойова частина
Ракета буде здатна нести різні бойові частини в залежності від призначення. Так, у травні 2019 року відбулись випробування ракет «Вільха-Р» з касетною бойовою частиною.

### Шасі
Перші випробування відбувались на шасі МАЗ-543. В подальшому шасі нової ракетної системи планувалося виготовити на базі автомобіля КрАЗ-7634 з двигуном потужністю 460 к.с. В лютому 2019 року макет такого варіанту було продемонстровано на виставці IDEX-2019 (ОАЕ).
У грудні 2019 року компанія «Архітектон» показала макет нової пускової «Вільхи». За новою концепцією, самохідна пускова установка отримала нову спарену броньовану кабіну, замість однорядної неброньованої кабіни над двигуном та додаткової надбудови для розміщення операторів ракетного комплексу. Пропоноване шасі машини залишилось без змін — 4-вісне КрАЗ-7634 з колісною формулою 8×8, яке на той час вже використовувалося для уніфікованої пускової установки УСПУ-360 комплексу крилатих ракет РК-360МЦ «Нептун».
У 2021 році підприємство «Українська бронетехніка» планувало завершити розробку складових частин реактивної системи залпового вогню «Вільха-М», розпочати виготовлення дослідного зразка та його випробувань, виконати підготовку до серійного виробництва таких складових.

## Тактико-технічні характеристики
Характеристики ракети та пускової установки:
- Маса ракети: близько 800 кг
- Калібр: 300 мм
- Кількість напрямних: 12
- Тип бойової частини: осколково-фугасна, касетна
- Маса бойової частини:[джерело?]
  - 250 кг («Вільха»)
  - 236 кг («Вільха-М1»)
  - 170 кг («Вільха-М, М1, М2 »)
- Максимальна дальність:
  - до 70 км («Вільха»)[43][24][25]
  - до 130 км («Вільха-М»)[43][24][25]
  - до 154 км («Вільха-М1»)[43][24][25]
  - до 202 км («Вільха-М2»)[43][24][25][44]
- Кругове імовірне відхилення:
  - ~10 м[45]
  - 30 м (на дальності понад 100 км, для «Вільхи-М»)[31]
- Повний залп: 48 с
- Паливо: тверде.

## Варіанти ракети
- «Вільха» (виріб Р624) — базова версія із бойовою частиною ракети 250 кг і дальністю ураження до 70 км.[46]
- «Вільха-М» — вдосконалена версія «Вільхи» із бойовою частиною ракети 170 кг і дальністю ураження до 130 км. «Вільха-М» в порівнянні зі звичайною «Вільхою» має збільшений розмір двигуна, за рахунок зменшення бойової частини.
- «Вільха-М1» — модифікації ракети Р624М-1:[джерело?]

- з бойовою частиною вагою 170 кг та дальністю 154 км;
- з бойовою частиною вагою 236 кг та дальністю 121 км;

- «Вільха-М2» — існує дві версії керованого снаряда Р624М-2 з масою бойової частини 170 кг та дальністю 141 та 202 км;[44]
- «Вільха-Р» — версія із касетною бойовою частиною ракети.[47]

Подальші вдосконалення можуть втілюватися шляхом застосування модифікованих на «НВО „Павлоградський хімічний завод“» видів ракетного палива (ТСРП підкласу 1.1) і вакуумного заливання палива, що дозволяє збільшити масу паливного заряду на 6 %, що спричинить збільшення імпульсу тяги на 18 %, що потенційно призведе до збільшення дальності польоту на 40 % для кожного з варіантів виробу «Вільха» (включно з версіями М, М-1 та М-2).

### Зенітна керована ракета

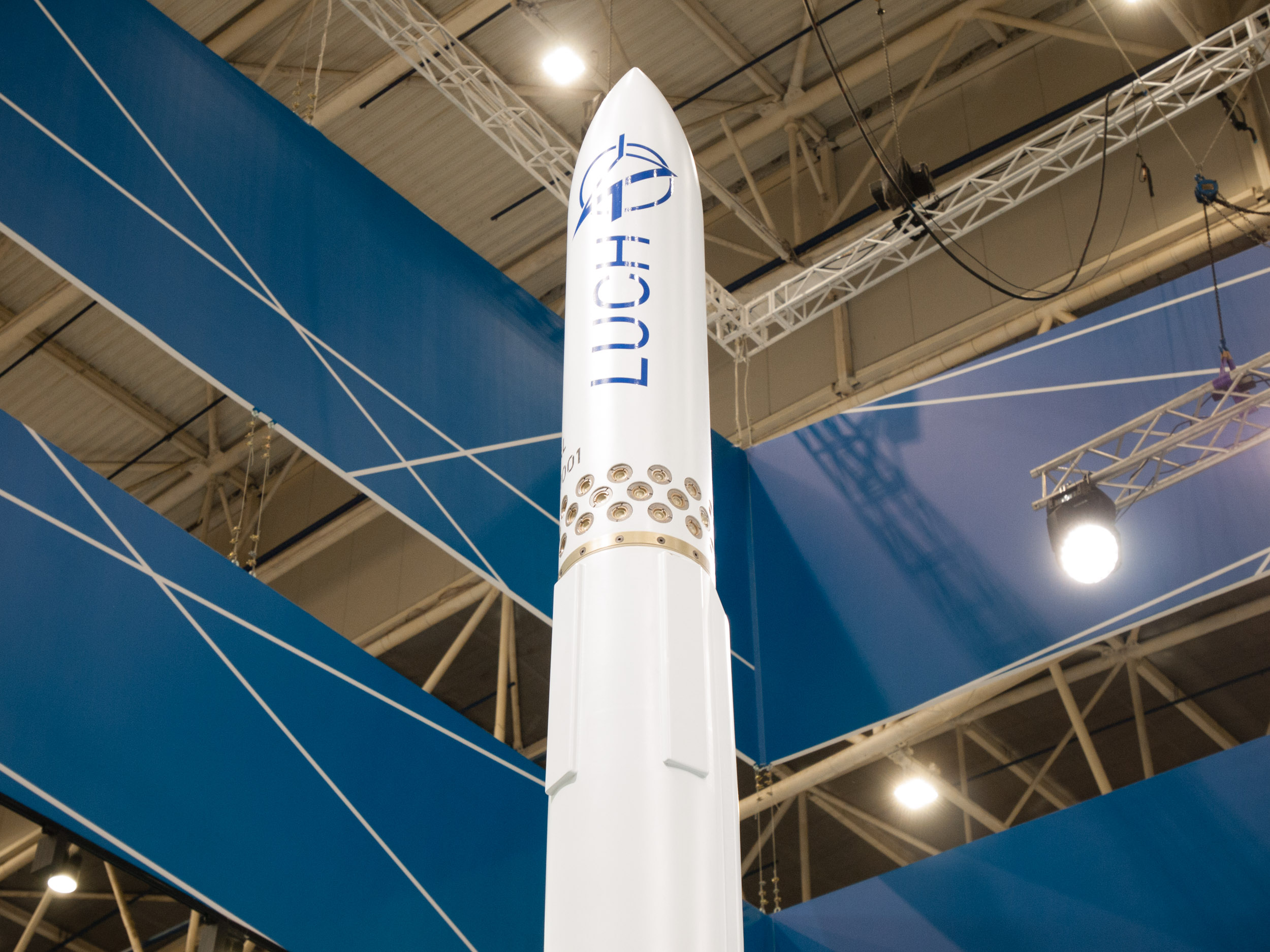
Макет ракети зенітного ракетного комплексу «Корал», 2021 рік.

В березні 2020 року КБ «Луч» представило проєкт зі створення нового зенітного ракетного комплексу середньої дальності із заявленою максимальною дальністю ураження цілі до 100 км. В основі комплексу — допрацьована під знищення повітряних цілей керована ракета високоточної системи залпового вогню «Вільха». Слід зазначити, що ракета версії «Вільха-М» має максимальну дальність вогню по наземних цілях у 130 км, при цьому при стрільбі на максимальну дальність вона набирає висоту понад 30 км.
Доопрацювання ракети «Вільха» спрямоване на гарантоване знищення типових повітряних цілей, зокрема й тих, яким на 2020 рік у ЗСУ може протидіяти лише ЗРК С-300. Така зенітна керована ракета (ЗКР) буде стартувати з ТПК (штатні від С-300), які виробляє підприємство «Візар». Контур управління ракетою близький до того, що вже відпрацьовано в ході модернізації ЗРК С-125 (модернізація для Анголи). На ракеті може бути встановлено як напівактивну, так і активну радіолокаційну головку самонаведення (ГСН) з інерціальною системою наведення й лінією передачі даних. Така ГСН розроблена приватною компанією «Радіонікс» і забезпечує виявлення і захоплення радіолокаційних цілей з ЕПР 3 м² на відстані близько 20 км, що суттєво збільшує точність наведення ракети, зокрема й по високоманеврових цілях.

## Оператори
- Україна — взято на озброєння, у 2020 році ЗСУ мали 98 ракет.[49]

Можливі
- на початку квітня 2021 року пресслужба КБ «Луч» повідомила, що укладено перші контракти для постачання на експорт модернізованої реактивної системи залпового вогню «Вільха-М». Однак ані країни, ані інших подробиць повідомлено не було.[44] У липні 2021 року Олег Коростельов сказав, що КБ «Луч» вже виготовляє «Вільху» для Об'єднаних Арабських Еміратів.[50]
- на початку листопада 2021 року низка інтернет-ЗМІ, зокрема видання Army Recognition повідомили про переговори збройних сил Арабської Республіки Єгипет з Київським державним конструкторським бюро «Луч», щодо закупівлі модернізованої системи залпового вогню «Вільха-М».[51]

### Україна
26 березня 2020 року ДККБ «Луч» достроково відвантажило Збройним силам України 28 серійних екземплярів ракет Р624 «Вільха».

## Бойове застосування
РСЗВ «Вільха» використовувалась з перших днів повномасштабного російського вторгнення в Україну 2022 року. Станом на 2 березня було зроблено близько 50 влучних ракетних ударів.

## Галерея

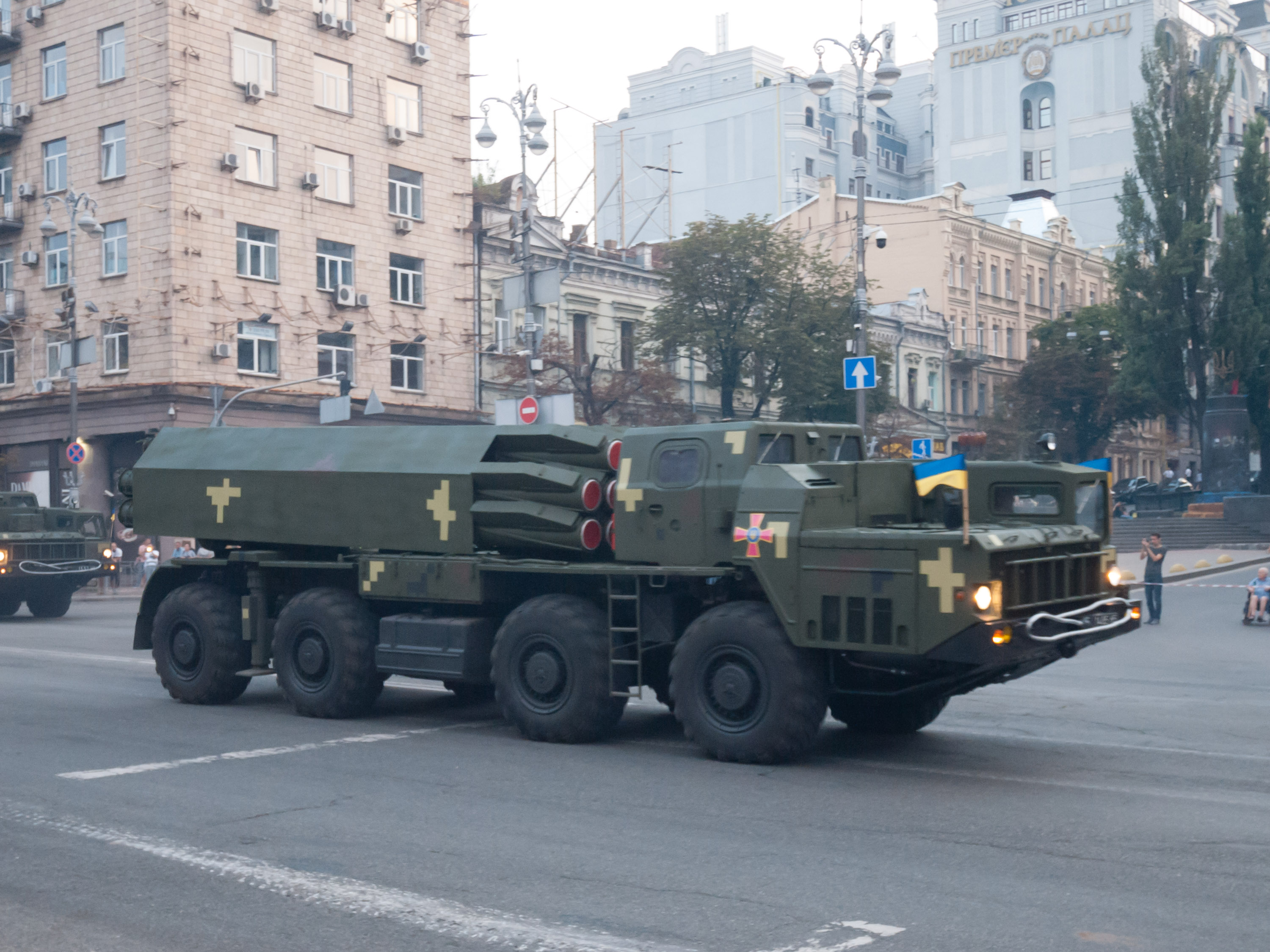
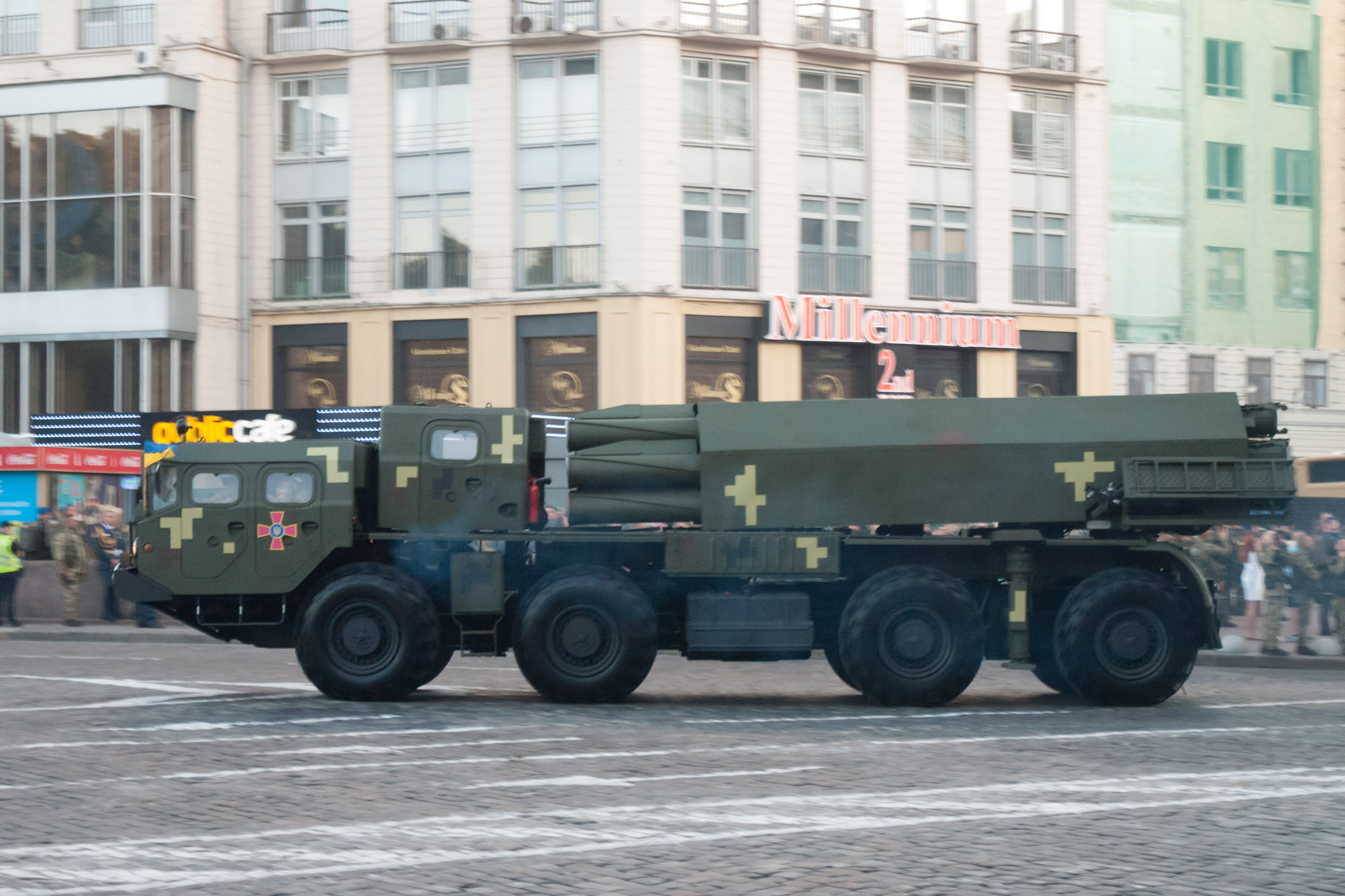
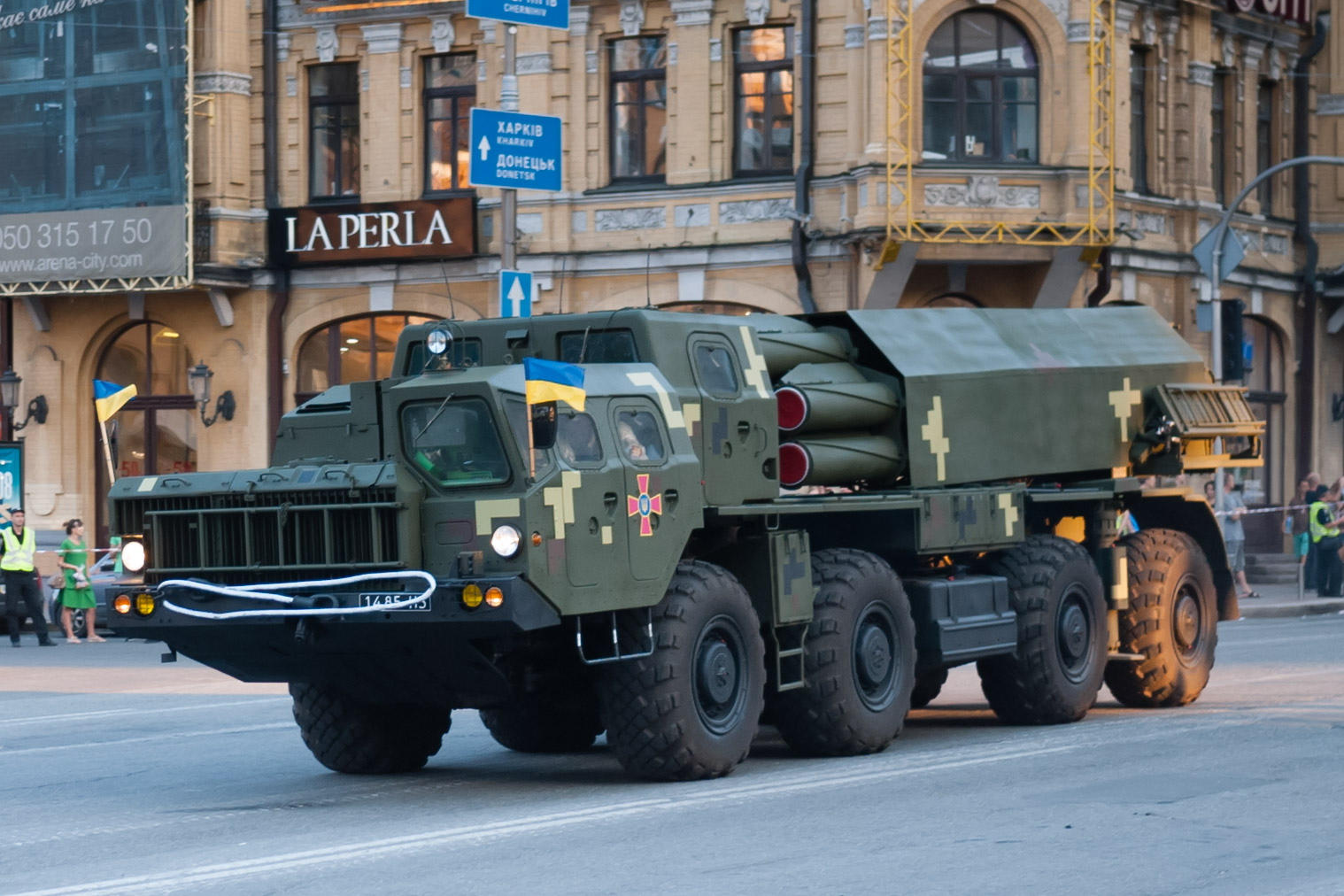
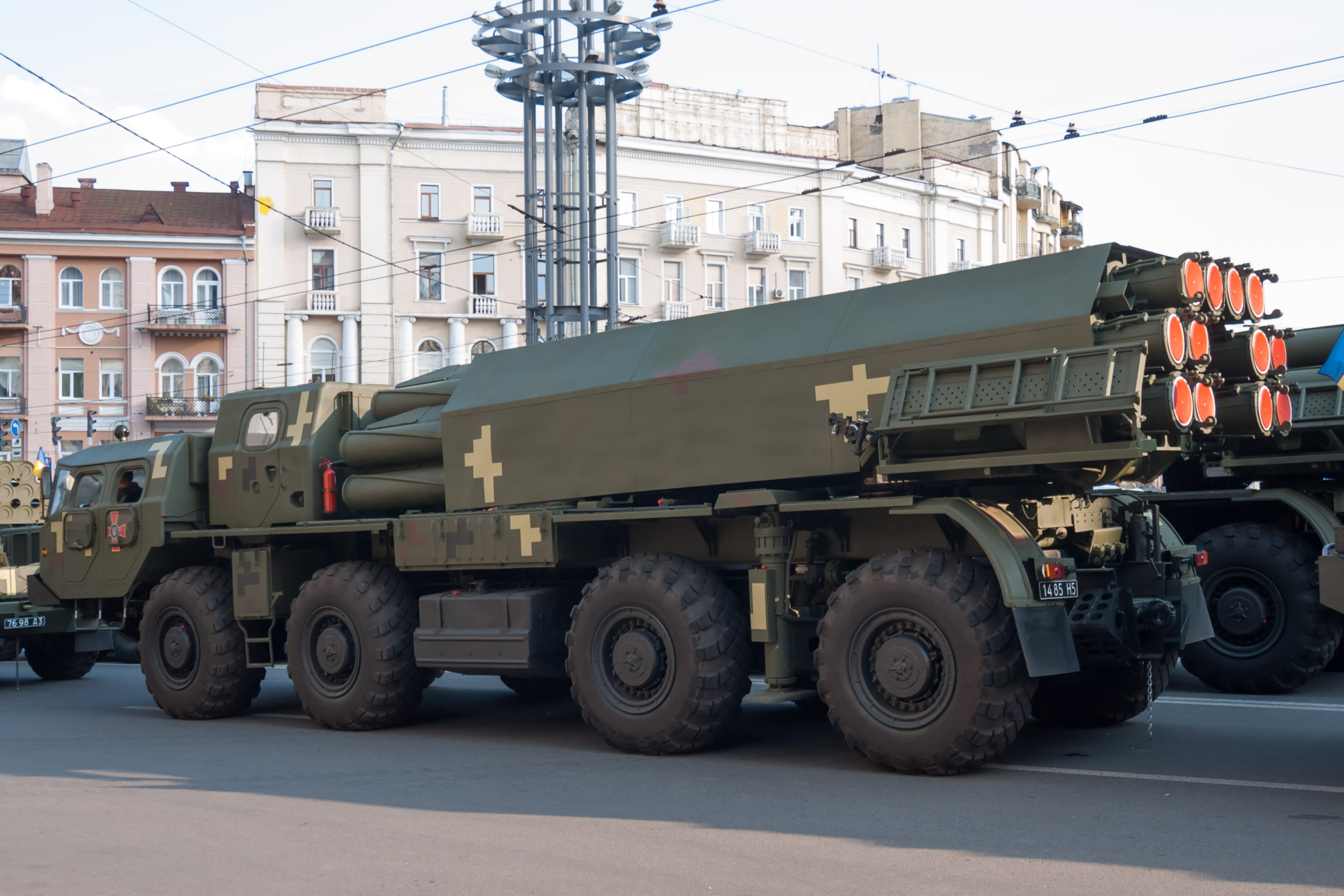

## В культурі
- РСЗВ «Вільха» згадується у пісні «Байрактари й джавеліни»[54] Тараса Компаніченка, присвяченій Війні за незалежність України.